# Cyrtaulon solutus
Cyrtaulon solutus är en svampdjursart som beskrevs av Schulze 1886. Cyrtaulon solutus ingår i släktet Cyrtaulon och familjen Tretodictyidae. Inga underarter finns listade i Catalogue of Life.